# 默尔特河畔圣米歇尔
默爾特河畔圣米歇尔（法語：Saint-Michel-sur-Meurthe，法語發音：[sɛ̃ miʃɛl syʁ mœʁt] ⓘ）是法国大東部大區孚日省的一个市镇，属于孚日圣迪耶区。

## 地理
默尔特河畔圣米歇尔（48°19'3"N, 6°53'12"E）面积15.54 平方千米，位于法国大東部大區孚日省，该省份为法国东北部内陆省份，北起默兹省和默尔特-摩泽尔省，西接上马恩省，南至上索恩省和贝尔福地区省，东临上莱茵省和下莱茵省。
与默尔特河畔圣米歇尔接壤的市镇（或旧市镇、城区）包括：农帕特利兹、拉布尔贡斯、莫尔塔涅、孚日圣迪耶、拉瓦夫尔。

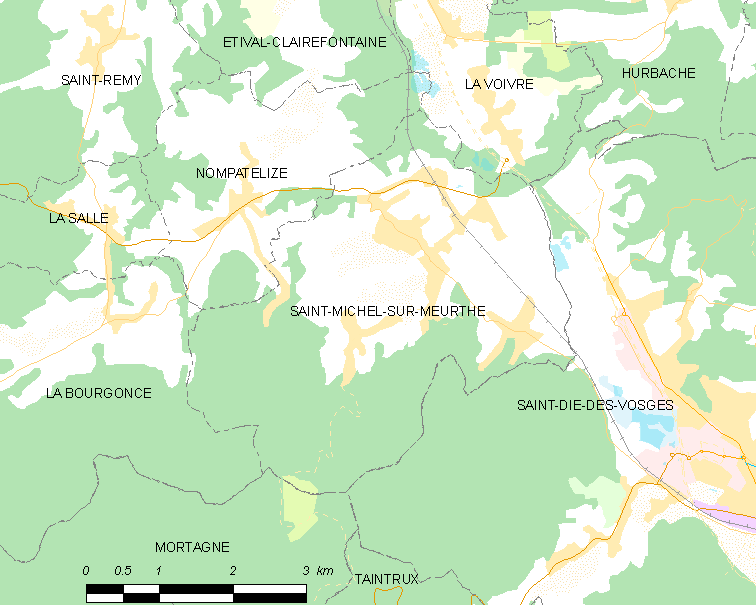
默尔特河畔圣米歇尔的OSM定位图

默尔特河畔圣米歇尔的时区为UTC+01:00、UTC+02:00（夏令时）。

## 行政
默尔特河畔圣米歇尔的邮政编码为88470，INSEE市镇编码为88428。

## 政治
默尔特河畔圣米歇尔所属的省级选区为孚日圣迪耶第一县。

## 人口

1962-2008年间默尔特河畔圣米歇尔人口变化图示

默尔特河畔圣米歇尔于2022年1月1日时的人口数量为1794人。